# Amália hessen–darmstadti hercegnő
Amália hessen–darmstadti hercegnő, férjezett Amália badeni hercegné (németül: Prinzessin Amalie von Hessen–Darmstadt, Erbprinzessin von Baden, teljes nevén Amalie Friederike; Prenzlau, 1754. június 20. – Bruchsal, 1832. július 21.); a Hesseni-ház darmstadti ágából született hercegnő, házassága révén badeni trónörökös hercegné.

## Élete
Amália Friderika hercegnő 1754-ben jött világra IX. Lajos hessen-darmstadti tartománygróf (Landgraf) és Henrietta Karolina pfalz-zweibrückeni hercegnő negyedik gyermekeként, egyben harmadik leányaként a nyolc utód közül. A hercegnő húszéves korában, 1774. július 15-én Darmstadtban házasságra lépett unokatestvérével, Károly Lajos badeni trónörökös herceggel (1755–1801). Előre elrendezett frigyről volt szó, mely a kezdetektől fogva működésképtelennek bizonyult. Amália hercegnő egyedül volt, kényelmetlenül érezte magát a badeni uralkodói udvarban. Apósa, Károly Frigyes badeni őrgróf rideg magatartását nem tudta ellensúlyozni népszerű felesége és egyben Amália hercegnő anyósa, Karolina Lujza hessen–darmstadti hercegnő jelenléte sem. A trónörökösné gyakran kifogásolta nála egy évvel fiatalabb férje gyermekes viselkedését és a badeni udvar egyszerűségét, mely éles ellentétben állt a hercegnő által megismert porosz és orosz udvartartásokkal. Anyósa 1783-as halála után Amália hercegnő lett a badeni udvar első hölgye; noha sógornőivel és a badeni uralkodó második feleségével, Luise Karoline Geyer von Geyersberg bárónővé továbbra sem találta meg a közös hangot. Reprezentatív kötelességei ellenére 1803-ban Bruchsal kastélyába vonult vissza.
Amália hercegnő a történelembe „Európa anyósaként” vonult be; ugyanis gyermekeit oly ügyesen házasította ki a különböző fejedelmi házakkal, hogy számos uralkodóházzal rokonságba került:
- Katalin Amália Krisztina Lujza hercegnő (1776–1823), Karolina ikernővére, nem ment férjhez,
- Karolina Friderika Vilma hercegnő (1776–1841), IV. Miksa József bajor választófejedelemmel kötött házassága révén 1806-tól Bajorország királynéja
- Lujza Mária hercegnő (1779–1826), Sándor orosz trónörökössel kötött házassága révén 1801-től Oroszország cárnéja
- Friderika Dorottya hercegnő (1781–1826), IV. Gusztáv Adolf királlyal kötött házassága révén 1797-től Svédország királynéja
- Mária Erzsébet hercegnő (1782–1808), házassága révén Braunschweig-Wolfenbüttel uralkodó hercegnéje
- Károly Frigyes herceg (1784–1785), kisgyermekként elhalálozott
- Károly Lajos herceg (1786–1818), Baden nagyhercege
- Vilma Lujza hercegnő (1788–1836), házassága révén Hessen nagyhercegnéje.

Férje 1801-es halálát követően a trón várományosa Amália hercegnő egyetlen életben maradt fia, Károly herceg lett. A trónörökös 1806-ban kénytelen volt nőül venni Stéphanie de Beauharnais grófnőt, francia császári hercegnőt, így erősítve meg a kapcsot Baden és Franciaország között. Mint I. Napóleon császár nagy ellensége, Amália hercegnő mindent elkövetett annak érdekében, hogy megakadályozza a frigyet; erőfeszítéseit végül nem koronázta siker. Az özvegy hercegné annak ellenére nem kedvelte a francia császárt, hogy az uralkodó 1803-ban felajánlotta számára Bruchsal kastélyát, mint állandó otthont, illetve Rohrbach kastélyát nyaralónak; és az uralkodó rendszeres életjáradékot eszközölt ki a hercegnő számára.
Az özvegy hercegné részt vett a Napóleon bukása után tartott bécsi kongresszuson, ahol ő és második leánya, az orosz cárné együttes rábeszélésére Sándor cár kiállt a Badeni Nagyhercegség mellett. A nagyhercegség a háború alatt Napóleon szövetségeseként lépett fel; de ennek ellenére is megtarthatta a harcok során szerzett területeit a bécsi döntések értelmében.
Amália hercegné élete utolsó éveit visszavonultan töltötte el bruchsali rezidenciájában. Itt érte a halál 1832. július 21-én, 78 éves korában.

## Fordítás
- Ez a szócikk részben vagy egészben az Amalie von Hessen-Darmstadt című német Wikipédia-szócikk ezen változatának fordításán alapul.  Az eredeti cikk szerkesztőit annak laptörténete sorolja fel. Ez a jelzés csupán a megfogalmazás eredetét és a szerzői jogokat jelzi, nem szolgál a cikkben szereplő információk forrásmegjelöléseként.